# Baraq (Djaghataïde)
Pour les articles homonymes, voir Barak.
Baraq ou Barak (مبارک شاه en persan), est un prince djaghataïde qui a régné sur le khanat de Djaghataï de 1266 à sa mort en 1271. Il est le fils de Yesünto'a et l'arrière-petit-fils de Djaghataï.

## Règne
Kubilai Khan le nomme corégent de son cousin Mubarak Shah avec Orghana Qatun. Arrivé sur l'Ili, Barak gagne la faveur de l'armée et dépose Mubarak en septembre 1266. Il se brouille avec le grand Khan après avoir destitué le gouverneur du Xinjiang, Mogholtaï, un agent de Kubilai, qui intervient. Mais les 3 000 cavaliers qu'il envoie sont chassés sans pouvoir combattre par 30 000 soldats djaghataïdes. La ville de Khotan, qui relève du grand khan, est pillée.
Dès l'année suivante, Barak est attaqué par Qaïdu, allié au khan Mengü Temür, qui le chasse de l’Ili et de la région de Kachgar et ne lui laisse que la Transoxiane. Une paix est signée au printemps 1269 et Barak reconnaît la suzeraineté de Qaïdu, qui l'envoie combattre Abaqa, l'ilkhan d’Iran.
Après avoir mis à sac les villes de Boukhara et de Samarcande (qui pourtant lui appartiennent !) pour lever une armée, Baraq attaque la Perse et l’Afghanistan au début de l’année 1270. En mai, il incendie Nishapur et rançonne Hérat, mais il est battu et mis en déroute par Abaqa près de Hérat le 22 juillet. Il est blessé lors d’une chute de cheval, rentre en Transoxiane et se convertit à l'islam à Boukhara.
Ses vassaux s'étant révoltés, Baraq demande secours à Qaïdu. Il meurt le 9 août 1271 dans des circonstances mystérieuses avant que ce dernier n’ait pu intervenir. Sa mort provoque une grande confusion. Ses quatre fils et les fils d’Alghu se liguent contre Qaïdu pour recouvrir l’indépendance de la Transoxiane. Qaïdu attribue le pays à une autre prince djagathaïde, Nikpaï Oghoul, qui le trahit et se retourne contre lui. Qaïdu le vainc, le fait exécuter et met Togatemur sur le trône de Transoxiane en 1272, puis à sa mort en 1274, Douwa, fils de Barak, qui règne jusqu'en 1306.